# Víctor Rodríguez Andrade
Víctor Pablo Rodríguez Andrade, né le 2 mai 1927 à Montevideo et mort le 19 mai 1985 dans la même ville, est un footballeur international uruguayen évoluant au poste de milieu de terrain.
Neveu de José Leandro Andrade, champion du monde en 1930, Víctor Rodríguez Andrade évolue au Central Fútbol Club jusqu'en 1952 où il rejoint Peñarol avec qui il gagne deux championnats uruguayens. 
Il est sélectionné en équipe d'Uruguay de football, avec laquelle il joue quarante-deux matchs, dont quatre de la Coupe du monde de football de 1950 remportée par les Uruguayens.

## Biographie
Né dans le Barrio Sur (en) de Montevideo, Víctor Rodríguez vient au monde dans une famille qui arbore fièrement le nom de son oncle, José Leandro Andrade. Son admiration pour son oncle et les coutumes d'appellation lui font utiliser les deux noms de famille. Tout au long de sa carrière, il est comparé avec la « Merveille noire », non seulement du fait de leur lien de parenté, mais aussi parce qu'ils ont tous deux joué au poste de demi-centre.
En grandissant, Víctor Rodríguez Andrade joue dans les rues de Barrio Sur et de Palermo (en). Il commence sa carrière de footballeur au Central, club de ce dernier quartier. Pendant sa période dans ce club, il honore sa première cape en équipe nationale, en 1947, et est l'une des figures emblématiques des Palermitanos. Víctor Rodríguez reste au Central jusqu'en 1952, année où il rejoint Peñarol, avec qui il remporte le championnat uruguayen en 1953 et 1954.
En 1950, pour la Coupe du monde au Brésil, Rodríguez Andrade est à 23 ans l'un des plus jeunes membres de l'équipe uruguayenne, et prend part aux quatre matchs de son équipe. Dans le dernier match contre le pays hôte, qui décide du vainqueur du tournoi, ses tâches défensives incluent le marquage de Zizinho. Il remplit sa mission jusqu'au début de la seconde période, lorsque le virtuose brésilien offre l'ouverture du score à Friaça. Cependant, Rodríguez Andrade raconte plus tard qu'il a vu le juge de touche lever son drapeau pendant le jeu, semblant indiquer une position de hors-jeu du buteur brésilien. Dans l'instant, l'Uruguayen laisse filer Friaça vers un face à face avec le gardien Roque Máspoli. Après l'ouverture du score, Rodríguez confie à son capitaine Varela : « Il y avait hors-jeu, Jacinto ». Puis, dans un moment clé du match, le capitaine, avec le ballon sous le bras, proteste quelques instants auprès de l'arbitre. Le but reste validé, mais Varela a refroidi les ardeurs des Brésiliens et fait taire la foule. L'Uruguay se ressaisit, Juan Alberto Schiaffino marquant le but égalisateur et Alcides Ghiggia celui de la victoire, pour plonger tout un pays dans un désarroi connu sous le nom de Maracanaço,.
Quatre ans plus tard, en Suisse, l'attraction de la Coupe du monde est l'équipe hongroise. Au premier tour, l'« équipe en or » marque 17 buts dans ses deux premières victoires. Pendant ce temps, l'Uruguay gagne contre la Tchécoslovaquie et l'Écosse respectivement 2–0 et 7–0, pour triompher de son groupe. Au second tour, la Celeste bat l'Angleterre 4–2, tandis que la Hongrie vient à bout du Brésil sur le même score. Les champions du monde en titre et les favoris se rencontrent en demi-finale, et dans un match mémorable, il faut 120 minutes aux Magyars pour infliger à l'Uruguay sa première défaite en Coupe du monde. Tout comme en 1950, Rodríguez Andrade a joué chaque match du tournoi et fait une bonne performance lors de sa dernière apparition en Coupe du monde, même s'il a dû jouer une grande partie du match avec une élongation musculaire.
Après une première apparition en 1947 où il entre deux fois en remplacement de Schubert Gambetta pour ses deux premières sélections internationales,, Rodríguez Andrade dispute l'édition 1955 du Championnat sud-américain et subit l'humiliation de l'Argentine d'Ángel Labruna après une fin de match houleuse (1–6). Montevideo accueille l'événement l'année suivante, et le vétéran Andrade, seul rescapé de l'équipe finaliste du mondial 1950, conduit les Charrúas vers un neuvième titre continental. Ils vainquent l'Argentine de Labruna et d'Omar Sívori au dernier match, qui, comme six ans plus tôt au Brésil, n'est pas une finale mais tient lieu de match décisif. Víctor Rodríguez Andrade devient ainsi – avec William Martínez – l'un des deux joueurs uruguayens de sa génération à remporter la Coupe du monde et le Championnat d'Amérique du Sud.
Son dernier match international est un résultat nul 1–1 avec l'Argentine le 5 juin 1957. Après avoir terminé sa carrière de footballeur, il réside à Montevideo le restant de sa vie. Il travaille comme portier au palais législatif de l'Uruguay pendant une vingtaine d'années, et parallèlement participe à la fondation de l'équipe de basket-ball 25 de Agosto affiliée à la fédération uruguayenne. Víctor Rodríguez Andrade meurt en mai 1985, et un mois après sa mort le sénateur Luis Hierro Gambardella lui rend hommage dans un discours lors d'une session du Congrès.
En décembre 2005, l'administration postale uruguayenne émet un timbre commémorant le centième anniversaire de la fondation du club formateur de Rodríguez Andrade, le Central (rebaptisé Central Español en 1971). Le timbre présente les photographies de trois des personnages les plus emblématiques de l'histoire du club : au centre, Víctor Rodríguez Andrade, accompagné de son coéquipier Luis Rijo et de leur entraîneur Juan López.

## Palmarès
Avec l'équipe d'Uruguay de football
- Vainqueur de la Coupe du monde de football de 1950.
- Vainqueur du Championnat sud-américain de football de 1956.

Avec Peñarol
- Vainqueur du Championnat d'Uruguay de football en 1953 et 1954.